# André Darrigrand
Pour les articles homonymes, voir Darrigrand.
André Darrigrand, né le 27 août 1934 à Orthez (Basses-Pyrénées) et mort le 3 décembre 2006 à Villejuif, est un haut fonctionnaire français.
Ancien élève de l'ENSPTT (promotion 1962), il a été administrateur des PTT puis inspecteur général des PTT, et enfin président de La Poste de 1993 à 1996.

## Biographie
Licencié en droit, André Darrigrand entre aux PTT en 1953 et devient inspecteur en 1955. Ancien élève de l'ENSPTT, 1962-1965, il devient administrateur des PTT en 1965, nommé par la direction générale des télécommunications, au centre national d’étude des télécommunications (CNET). De 1970 à 1973, il occupe des fonctions à la direction générale, puis est détaché à la compagnie France câbles et radio (FCR) de 1973 à 1977, date à laquelle il est nommé directeur régional de la direction opérationnelle des télécommunications (DOT) d’Albi. En 1978, il est nommé conseiller technique , chargé des questions de personnes et des affaires sociales au cabinet de Norbert Ségard, secrétaire d’État aux postes et télécommunications. 
Il est promu inspecteur général des PTT en 1980 et affecté à l'administration centrale, direction des affaires communes en janvier 1985. En juin 1985 il devient directeur du personnel et des affaires sociales (DIPAS) et transforme cette direction en direction des affaires communes (DAC) dont il sera le directeur de 1986 à 1988. À partir de novembre 1988 il est président directeur général de Sofipost, filiale de la Poste, jusqu'en 1991, où il est nommé chef de l’inspection générale au ministère des Postes, des Télécommunications et de l’Espace puis au ministère de l’Industrie des Postes et Télécommunications et du Commerce extérieur (1991-1993). Le 15 décembre 1993 il est nommé président du conseil d’administration de La Poste en remplacement d’Yves Cousquer, jusqu'au 17 décembre 1996, où il sera remplacé par Claude Bourmaud, puis nommé président d’honneur de la Poste.
Il demeurait au 6, rue des Bruyères à Bourg-la-Reine.

## Publications
- André Darrigrand, Sylvie Pélissier La Poste : enjeux et perspectives, Paris, Presses universitaires de France, coll. « Que sais-je ? », 1997  (ISBN 978-2130482529).
- André Darrigrand, La passation des marchés de l'état, Colin, 1970.